# Kanuny
Kanuny (ukr. Кануни) – wieś na Ukrainie, w obwodzie żytomierskim, w rejonie nowogrodzkim, nad Smołką. W 2001 roku liczyła 367 mieszkańców.